# Grégoire Chamayou
Pour les articles homonymes, voir Chamayou.
Grégoire Chamayou, né en 1976, est un philosophe français. 

## Biographie
Chargé de recherche au CNRS, il est rattaché à l'IHRIM, Institut d'Histoire des Représentations et des Idées dans les Modernités (UMR 5317), de l'ENS Lyon. 
Ses thématiques de recherche concernent l’histoire de la philosophie allemande moderne, l’histoire et la philosophie de la médecine et la philosophie politique. Il travaille également sur la dimension éthique de l’usage des drones de combat . 
C'est un ancien élève de l'école normale supérieure de Fontenay-Saint-Cloud.

## Publications
- Les Corps vils. Expérimenter sur les êtres humains aux XVIIIe siècle et XIXe siècle, éditions La Découverte, 2008,  (ISBN 978-2-7071-5646-4)[5]
- Les Chasses à l'homme, La Fabrique éditions, 2010,  (ISBN 978-2-3587-2005-2)[6] Traduction anglaise par Steven Rendall : (en) Manhunts: A Philosophical History, Princeton University Press, 2012,  (ISBN 978-1-4008-4225-4)
- Théorie du drone, La Fabrique éditions, 2013,  (ISBN 978-2-3587-2047-2)[7],[3]
- La Société ingouvernable. Une généalogie du libéralisme autoritaire, La Fabrique éditions, 2018,  (ISBN 978-2-35872-169-1)
- Du libéralisme autoritaire. Carl Schmitt, Hermann Heller, traduction, présentation et notes de Grégoire Chamayou, Zones, 2020,  (ISBN 978-2355221484)